# كلفة السلع المباعة
تكلفة البضاعة المباعة  أو كلفة البضاعة المباعة (COGS) هي التكاليف المباشرة التي تعود إلى إنتاج السلع التي تصنعها الشركة، ويشمل هذا المبلغ تكلفة المواد والعمالة المباشرة المستخدمة لإنتاج السلعة، ويستثنى من ذلك المصروفات غير المباشرة مثل تكاليف التوزيع وتكاليف قوة المبيعات، تظهر تكلفة العمالة على قائمة الدخل ويمكن خصمها من الإيرادات لحساب هامش الربح الإجمالي للشركة، ويشار إليها أيضا باسم «تكلفة المبيعات».

## لمحة عامة
تبيع العديد من الشركات السلع التي اشترتها أو أنتجتها. عندما تُشترى السلع أو تُنتَج، تتم رسملة التكاليف المرتبطة بهذه السلع كجزء من المخزون (أو السهم) من السلع. تُعامل هذه التكاليف على أنها نفقات في الفترة التي تعترف فيها الشركة بالدخل الناتج عن بيع السلع.
يتطلب تحديد التكاليف الاحتفاظ بسجلات السلع أو المواد المشتراة وأي خصومات على هذا الشراء. بالإضافة إلى ذلك، إذا عُدلت السلع، يجب على الشركة تحديد التكاليف المتكبدة في تعديل السلع. تشتمل تكاليف التعديل هذه على العمالة أو اللوازم أو المواد الإضافية، والإشراف، ومراقبة الجودة، واستخدام المعدات. يمكن بسهولة ذكر مبادئ تحديد التكاليف، ولكن التطبيق العملي كثيرًا ما يكون صعبًا بسبب مجموعة متنوعة من الاعتبارات في توزيع التكاليف.
تعكس كلفة السلع المباعة أيضًا التسويات. من بين التعديلات المحتملة انخفاض قيمة السلع (أي قيمة سوق أقل من التكلفة)، والتقادم، والأضرار، وما إلى آخر ذلك.
عند شراء سلع متعددة أو صنعها، قد يكون من الضروري تحديد أي تكاليف متعلقة بأي سلع معينة تباع. يمكن القيام بذلك باستخدام ميثاق المطابقة، مثل مطابقة معينة للسلع، أو أولوية التعامل (الوارد أولًا يُصدر أولًا)، أو متوسط التكلفة. يمكن استخدام الأنظمة البديلة في بعض البلدان، مثل طريقة ما يرد آخِرًا يُصرف أولًا، أو طريقة الربح الإجمالي أو طريقة البيع بالتجزئة أو مزيج من هذه الأنظمة.
قد تكون كلفة السلع المباعة هي نفسها أو تختلف لأغراض المحاسبة والضرائب، وذلك وفقًا لقواعد القضاء المعين. تُدرج نفقات معينة في كلفة السلع المباعة. لا يمكن خصم النفقات المضمنة في تكلفة السلع المباعة مرة أخرى كنفقات تجارية. تشمل كلفة السلع المباعة:
- تكلفة المنتجات أو المواد الخام، بما في ذلك أجرة النقل أو رسوم الشحن.
- تكلفة تخزين المنتجات التي تبيعها الشركة.
- تكاليف العمالة المباشرة للعمال الذين ينتجون المنتجات.
- نفقات المصنع العامة.

## أهمية المخزونات
تؤثر المخزونات تأثيرًا كبيرًا على الأرباح. يجب على الشركة التي تنتج سلعًا للبيع أو تشتريها أن تتبع مخزونات السلع بموجب جميع قواعد المحاسبة وضريبة الدخل. يوضح مثال السبب. يشتري فريد قطع سيارات ويعيد بيعها. في عام 2008، اشترى فريد ما قيمته 100 دولار من القطع. باع القطع التي اشتراها مقابل 30 دولارًا بقيمة 80 دولارًا، وتبقى لديه ما قيمته 70 دولارًا من القطع. في عام 2009، باع بقية القطع بقيمة 180 دولارًا. إذا استمر في تتبع المخزون فإن أرباحه في عام 2008 بلغت خمسين دولارًا، وأرباحه في عام 2009 بلغت 110 دولارًا، أو 160 دولارًا في المجموع. إذا استقطع كل التكاليف في عام 2008، فإنه كان ليتكبد خسارة قدرها 20 دولارًا في عام 2008، ويحقق ربحًا قدره 180 دولارًا في عام 2009. يبقى المجموع نفسه، ولكن التوقيت مختلف كثيرًا. تتطلب قواعد المحاسبة وضريبة الدخل في معظم البلدان (إذا كانت البلد تفرض ضريبة دخل) استخدام المخزونات لجميع الأعمال التي تبيع السلع التي صنعتها أو اشترتها بانتظام.